# Sigamos con fe
Sigamos con fe (en España, Guardando) es el quinto episodio de la primera temporada de la serie ALF.

## Sinopsis
Decidiendo ganarse su propio dinero, ALF empieza a trabajar como un vendedor de cosméticos mediante línea telefónica. Los primeros en usar sus cosméticos son Lynn y Brian pero los cosméticos sólo les arruinan la cara. Willie le dice que deje el negocio, pero ALF se niega ya que ganará mucho dinero. Pero cuando ALF decide invitar a algunas compradoras a la casa, Willie se niega pensando en el peligro que corre ALF si una mujer lo ve. Éste igual las invita y varias mujeres llegan a la casa al instante. ALF debe esconderse en la cocina mientras Willie vende con Kate los cosméticos y comienzan a ganar dinero hasta que todo termina bien y Willie cierra el negocio de ALF.